# Convento delle Clarisse (Massa Marittima)
Il convento delle Clarisse, conosciuto anche come convento di Santa Chiara, è un edificio situato a Massa Marittima in piazza XXIV Maggio ed è sede della Biblioteca Gaetano Badii.

## Storia
Anticamente l'edificio, come risulta dalle deliberazioni del Consiglio maggiore del 1445, sorgeva nella località denominata Vetreta, nei pressi di Massa Vecchia. Con l'abbandono della vecchia città e la fondazione di Massa Marittima intra moenia, il monastero fu trasferito nel terziere di Città Nuova.
L'edificio fu realizzato in onore di Bernardino Albizzeschi, cittadino massetano appartenente all'Ordine degli osservanti in Vetreta nella località detta di San Salvatore, dove in precedenza era esistito l'antico monastero di Santa Maria e San Domenico. Inizialmente il monastero, che fino al XIII secolo era benedettino, fu intitolato a santa Maria e a san Damiano. A partire dalla metà del XIII secolo lo stesso passò sotto l'Ordine di santa Chiara, cambiando denominazione. Da allora, e fino al 1500, le vicende del monastero rimangono pressoché stabili, fino a quando, con il peggioramento delle condizioni della città di Massa Marittima, l'edificio fu abbandonato e in seguito concesso ai frati di santa Maria dei Servi, che ne avevano fatto richiesta al Comune. Di lì a pochi anni però anche quest'ordine abbandonerà il monastero.
Il Comune a sue spese lo restaura per poi riconsegnarlo alle monache di santa Chiara alla fine del Cinquecento, venendo così comunemente conosciuto come "convento delle Clarisse". Nel 1608, sempre a spese del Comune, verrà ingrandito l'edificio: la chiesa diventerà abitazione e ne verrà costruita una più grande. In seguito alle leggi del 1866 e del 1867 con l'eversione dell'asse ecclesiastico l'edificio divenne proprietà comunale che lo utilizzò come sede della biblioteca e del museo, che allora dividevano lo stesso spazio. Nel Novecento la biblioteca fu trasferita prima nel convento di San Pietro all'Orto, poi nell'ex chiesa di San Michele, salvo poi ritornare nel convento il 4 ottobre 2008.